# Azerbaijão no Festival Eurovisão da Canção 2010
O Azerbaijão foi o décimo sétimo país a confirmar a sua presença no Festival Eurovisão da Canção 2010, a 1 de Junho de 2009. Com esta participação, o Azerbaijão realiza a sua terceira participação no Festival Eurovisão da Canção. Para eleger o seu representante, o Azerbaijão realizará um evento nacional, onde todos os cidadãos poderão votar. No último ano, em 2009, o Azerbaijão conseguiu alcançar o 3º lugar (entre 25), com 207 votos.

## Selecção Nacional
Logo após ter confirmado a sua presença em Oslo, para o Festival Eurovisão da Canção 2010, a ITV (televisão Azerbaijã responsável pela participação do país na Eurovisão), abriu o período de submissão de artistas e músicas para a representação do país no Festival. A televisão, abriu duas linhas, uma para artistas independentes e outra apenas para compositores. A 20 de Agosto de 2009, a televisão do Azerbaijão responsável pelo processo de selecção, afirmou que a fase das candidaturas estava completa, e que foram escolhidos quarenta participantes. Para estas escolhas, foi utilizado um júri, o mesmo do ano anterior. O júri é constituído por:
- Ismayil Omarov (Director Geral da Televisão Azerbaijã);
- Farhad Badalbeyli (Reitor da Academia de Música de Baku);
- Ibrahim Guliyev (Director Executivo da Fundação dos Amigos da Cultura do Azerbaijão);
- Lala Kazimova (Presidente do Comité Nacional de Música do Azerbaijão do Consílio de Música Internacional);
- Murad Adigozalzadeh (Director da Sociedade Filarmónica do Estado do Azerbaijão);
- Manzar Nuraliyeva (Sector chefe da cultura e Ministro do Turismo);
- Farhad Hajiyev (Ministro do Desporto e da Juventude).

O júri para além da primeira fase, também será utilizado nas fases seguintes da escolha do processo em curso.
Os finalistas com as respectivas canções são:
| # | Artista          | Canção            | Compositor(es)                                  |
| - | ---------------- | ----------------- | ----------------------------------------------- |
| 1 | Milk & Kisses    | "I Am On Fire"    | Dilara Kazimova, Farida Nelson, D.J. LOOPer     |
| 2 | Elli Mishiyeva   | "Up, Up"          | Isa Malikov, Paulina Malikova, Elli Mishiyeva   |
| 3 | Azad Shabanov    | "Smile"           | Zahra Badalbeyli, Vusal Garayev                 |
| 4 | Ulviyya Rahimova | "In Love"         | Ulviyya Rahimova, Sergey Guliyev                |
| 5 | Safura Alizadeh  | "Soz ver"         | Gunel Musayeva, Zahra Badalbeyli, Elvin Musayev |
| 6 | Maryam Shabanova | "I've Had Enough" | Maryam Shabanova                                |